# Phalloceros spiloura
Phalloceros spiloura är en fiskart som beskrevs av Paulo Henrique Franco Lucinda 2008. Phalloceros spiloura ingår i släktet Phalloceros och familjen Poeciliidae. Inga underarter finns listade i Catalogue of Life.